# Taco de hóquei

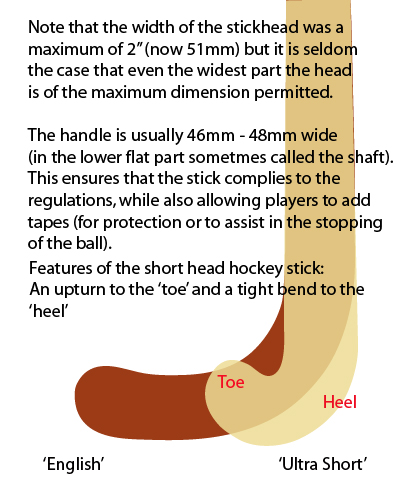

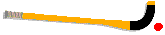
O stique de bandy

O taco de hóquei, stick ou stique é um equipamento desportivo utilizado nas mais diversas modalidades de Hóquei, como o Bandy, Hóquei no gelo, Hóquei em campo e Hóquei em patins. 

## Hóquei

O taco de hóquei no gelo para os jogadores e para o goleiro.

No hóquei, consta sempre de uma área mais longa e direita, entre o punho e a parte inferior, e da área de batimento propriamente dita, mais curta, chamada lâmina, ou blade. No hóquei em patins, tem uma forma semelhante a um J, com a lâmina curta e arredondada, enquanto que no hóquei no gelo se assemelha mais a um L, com uma lâmina mais longa e direita.
Tradicionalmente era feito de madeira, mas hoje em dia os tacos de hóquei são feitos normalmente de fibra ou kevlar com uma lâmina removível feita de fibra e madeira, pois como está sempre em contacto com o chão ou gelo e bate várias vezes por jogo na bola ou no disco, acabam por se quebrar. Com o sistema duplo, não é necessário trocar o taco inteiro e sim somente a lâmina, que é de metal. 